# Cípatá chlopeň

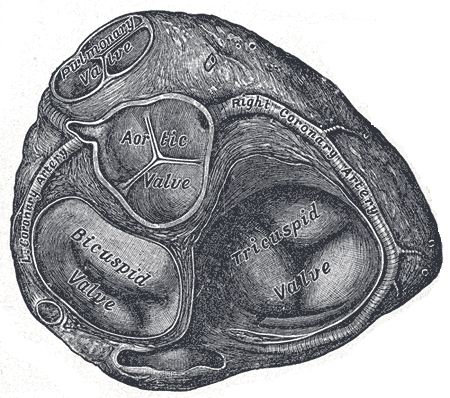
Lidské srdce v řezu mezi síněmi a komorami. Vyznačena je trojcípá (tricuspid valve) a dvojcípá (bicuspid valve) chlopeň

Cípatá chlopeň (latinsky valva atrioventricularis, tedy atrioventrikulární chlopeň) je srdeční chlopeň nacházející se mezi srdeční síní a srdeční komorou. Mihule, sliznatky, paryby, ryby i obojživelníci mají ve svém srdci pouze jednu cípatou chlopeň, zatímco plazi, ptáci a savci mají cípaté chlopně dvě. To souvisí s tím, že u posledních tří skupin existují dvě více nebo méně oddělené srdeční komory. Cípaté chlopně totiž obecně zamezují zpětnému toku krve z komor do síní.

## Lidská anatomie
Lidské cípaté chlopně vznikají embryonálně z polštářků, jež ohraničovaly otvory mezi zárodečnými síněmi a komorami. Okraje těchto polštářků dávají vzniknout v levém srdci dvěma cípům, v pravém srdci třem cípům. Proto se mezi levou síní a levou komorou nachází tzv. dvojcípá chlopeň (latinsky valva atrioventricularis sinistra, valva mitralis), zatímco mezi pravou komorou a pravou síní leží trojcípá chlopeň (latinsky valva atrioventricularis dextra, valva tricuspidalis). Obecně platí, že kolem každé cípaté chlopně je vazivový prstenec (anulus fibrosus), z něhož do cípů vybíhají vazivové ploténky (laminae fibrosae). Tyto ploténky se směrem ke středu chlopně zužují, až jsou nakonec průhledné. Vyztužují je tzv. chordae tendinae.